# Liste des plus gros canons par calibre

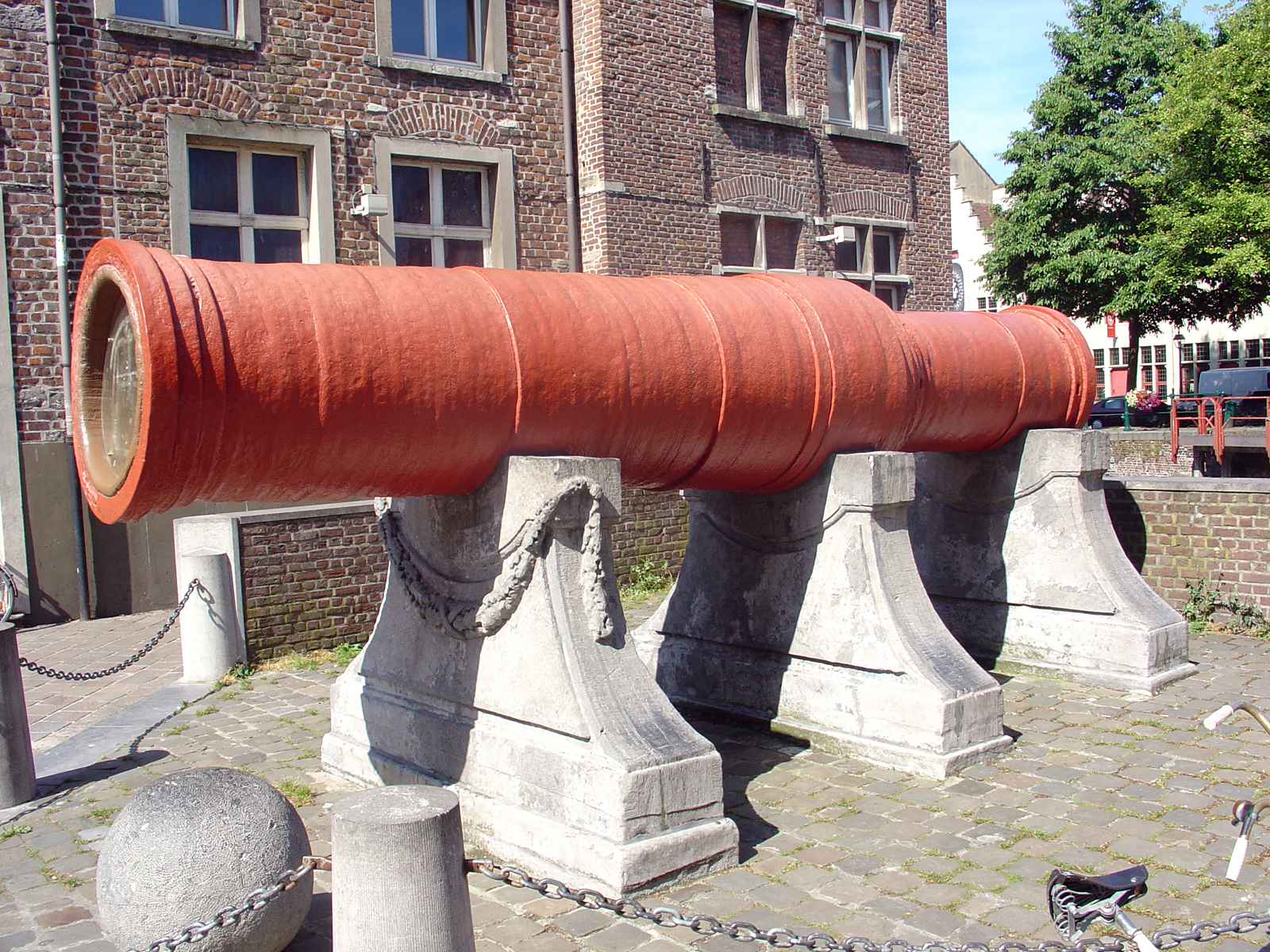
Supercanon flamand Dulle Griet du début du XV à Gand (calibre de 660 mm).

Cette liste des plus gros canons classés par calibre contient tous les types de canons à travers les âges, énumérés par ordre décroissant de calibre. Le développement des super-canons peut être divisé en trois périodes, en fonction du type de projectiles utilisé :
- Boulets en pierre : canons au diamètre d'alésage extraordinaire, qui tiraient des boulets de pierre, apparus à la fin du XIVe au XVIe siècle en Europe occidentale. Suivant une logique d'augmentation des performances par le calibre, ils évoluèrent de petites armes de poing vers des bombardes géantes en fer forgé ou en bronze coulé en à peine quelques décennies[1].

- Boulets en fer : au XVIe siècle, cependant, s'opéra un basculement général des boulets de pierre vers des projectiles de fer plus petits mais beaucoup plus efficaces. Avec la tendance parallèle à la normalisation, pour des canons à tir rapide, cela rendit les super-canons, très coûteux et très exigeants du point de vue de la logistique, bientôt obsolètes sur le théâtre européen[2].

- Obus explosifs : à l'ère industrielle, l'artillerie fut de nouveau révolutionnée par l'introduction de l'obus explosif, avec le canon Paixhans. Des percées dans la métallurgie et dans les modes de production furent suivies par de nouvelles expérimentations avec des armes de très gros calibre, culminant avec les colosses d'acier des deux guerres mondiales. Dans l'après-guerre, le développement de l'artillerie surpuissante fut progressivement abandonné au profit des missiles, tandis que l'artillerie lourde était encore demandée par les différentes branches des armées.

Comme les pièces d'artillerie des différentes périodes, en raison des caractéristiques très différentes de leurs projectiles, sont pratiquement incommensurables du point de vue de la dimension de leur calibre, la liste suivante est divisée en trois sections.

## Canon par calibre

### Boulets de pierre
Âge d'or : XVe au XVIe siècle
| | Calibre (mm) | Nom                                                           | Type     | Date de production            | Origine                                             | Fabriqué par             |
| --- | ------------ | ------------------------------------------------------------- | -------- | ----------------------------- | --------------------------------------------------- | ------------------------ |
| A view of the Tsar Pushka, showing its massive bore and cannonballs.                                                      | 890          | Tsar Pouchka                                                  | Bombarde | 1586                          | Tsarat de Russie                                    | Andrey Chokhov (en)      |
| Backside of the Pumhart von Steyr                                                                                         | 820,         | Pumhart von Steyr                                             | Bombarde | Début du XVe siècle           | Maison de Habsbourg, Saint-Empire romain germanique |                          |
| | 745          | Basilic                                                       | Bombarde | 1453                          | Empire ottoman                                      | Urbain                   |
| Engraving by Johann Georg Beck from 1714. The upper banner runs: "The largest cannon of Germany, called the Faule Metze". | 735,         | Faule Mette                                                   | Bombarde | 1411                          | Ville de Brunswick, Saint-Empire romain germanique  | Henning Bussenschutte    |
| The Malik E Maidan.jpg at western ramparts of Bijapur fort                                                                | 700          | Malik-i-Maidan (en)                                           | Bombarde |                               | Ville de Bîjâpur                                    | Muhammad Bin Husain Rumi |
| The Dulle Griet at Ghent, close to the Friday Market square in the old town                                               | 660          | Dulle Griet                                                   | Bombarde | Première moitié du XVe siècle | Ville de Gand, Saint-Empire romain germanique       |                          |
| Dismantled Dardanelles Gun in 2007 at Fort Nelson                                                                         | 635          | Canon des Dardanelles or Great Turkish Bombard                | Bombarde | 1464                          | Empire ottoman                                      | Munir Ali                |
| | 520          | Faule Grete                                                   | Bombarde | 1409                          | État monastique des chevaliers teutoniques          | Heynrich Dumechen        |
| Mons Meg with its 50 cm caliber cannonballs                                                                               | 520          | Mons Meg                                                      | Bombarde | 1449                          | Duché de Bourgogne, Saint-Empire romain germanique  | Jehan Cambier            |
| Bronze bombard of the Knights Hospitaller cast in 1480.                                                                   | 510,         | Bombarde des chevaliers de l'ordre de Saint Jean de Jérusalem | Bombarde | 1480                          | Ordre de Saint-Jean de Jérusalem                    |                          |

### Boulets de fer
Âge d'or: XVIe au XIXe siècle
|                    | Calibre (mm) | Nom                   | Type                           | Date de production | Origine              | Fabriqué par |
| ------------------ | ------------ | --------------------- | ------------------------------ | ------------------ | -------------------- | ------------ |
| Kanone Greif       | 280          | Kanone Greif          | Scharfmetze ("taille moyenne") | 1524               | Électorat de Trèves  | Maître Simon |
| The Jaivana cannon | 280          | Jaivana               |                                | 1720               | Jaipur               |              |
| Dalmadal           | 286          | Dalmadal/Dala Mardana |                                | 18th century       | Royaume de Bishnupur |              |
|                    | 240          | Zamzama               |                                | 1757               | Empire Durrani       | Shah Nazir   |

Les canons à âme lisse de 20 pouces (508 mm) Rodman et Dahlgren furent fondus en 1864 pendant la guerre de Sécession. Les canons Rodman furent utilisés pour la défense côtière. Même s'ils ne furent pas utilisés comme prévu, 2 Dahlgren de 20 pouces étaient destinés à être montés dans les tours du USS Dictator et USS Puritan.

### Boulets explosifs
Âge d'or : XIXe au XXe siècle
| | Calibre (mm) | Nom                                                                              | Type                    | Date de production | Origine                                     | Fabriqué par                           |
| --- | ------------ | -------------------------------------------------------------------------------- | ----------------------- | ------------------ | ------------------------------------------- | -------------------------------------- |
| Mortier de Mallet avec des obus de 36 pouces qui auraient contenu 480 livres (217,7243376 kg) de poudre à canon.                  | 914          | Mallet's mortar (en)                                                             | Mortier                 | 1857               | Royaume-Uni de Grande-Bretagne et d'Irlande | Robert Mallet                          |
| Le Little David au terrain d'essai d'Aberdeen                                                                                     | 914          | Little David (en)                                                                | Mortier                 | 1945               | États-Unis                                  |                                        |
| Le Schwerer Gustav (en noir) comparé à un lance-missile moderne                                                                   | 800          | Schwerer Gustav                                                                  | Canon sur voie ferrée   | 1941               | Reich allemand                              | Krupp                                  |
| The Mortier monstre | 600,         | Mortier monstre (en)                                                             | Mortier                 | 1832               | Royaume de France                           | Henri-Joseph Paixhans                  |
| 60 cm Karl-Gerät "Ziu" tirant à Warsaw, aout 1944                                                                                 | 600          | Karl-Gerät                                                                       | Mortier                 | 1940               | Reich allemand                              | Rheinmetall                            |
| | 520          | Obusier de 520 mm modèle 1916                                                    | Obusier sur voie ferrée | 1918               | France                                      | Schneider et Cie                       |
| | 508          | Perm Tsar Cannon Canon à âme lisse de 508 mm/9,6                                 | Canon de marine         | 1868               | Empire russe                                | Usine Motovilikha                      |
| Le type 5ème année de calibre 45 de 36 cm sur les terrains d'essai de Kamegakubi en décembre 1945. La taille réelle est de 48 cm. | 480          | Canon de 36 cm/45 Type 5ème année                                                | Naval gun               | 1918–1922          | Empire du Japon                             | Arsenal naval de Kure                  |
| Le cuirassé japonais Yamato en construction                                                                                       | 460          | Canon de 46 cm/45 Type 94                                                        | Canon de marine         | 1940               | Empire du Japon                             | Arsenal naval de Kure                  |
| Boche Buster à Catterick, 12 décembre 1940                                                                                        | 457.2        | Obusier sur voie ferrée BL de 18 pouces (en)                                     | Obusier sur voie ferrée | 1920               | Royaume-Uni de Grande-Bretagne et d'Irlande | Elswick Ordnance Company               |
| Le monitor HMS General Wolfe | 457.2        | Canon de marine BL de 18 pouces Mk I (en)                                        | Canon de marine         | 1916               | Royaume-Uni                                 | Elswick Ordnance Company               |
| Canon Elswick de 100 t à Gibraltar                                                                                                | 450          | Canon RML 17,72 (en)                                                             | Canon de marine         | 1877               | Royaume-Uni de Grande-Bretagne et d'Irlande | Elswick Ordnance Company               |
| | 450          | Canon de 450 mm/45 modèle 1920                                                   | Canon de marine         | 1920               | France                                      | Schneider et Cie                       |
| L'une des premieres Grosse Bertha en préparation pour le tir                                                                      | 420          | Grosse Bertha                                                                    | Obusier                 |                    | Empire allemand                             | Krupp                                  |
| Vue latérale d'un "Gamma-Gerät"                                                                                                   | 420          | 42 cm Gamma Mörser                                                               | Mortier                 |                    | Empire allemand / Reich allemand            | Krupp                                  |
| 2B1 Oka | 420          | 2B1 Oka                                                                          | Obusier                 | 1957               | Union soviétique                            |                                        |
| Cuirassé garde-côte Indomptable                                                                                                   | 420          | Canon de 42 cm modèle 1875                                                       | Canon de marine         | 1881               | France                                      | Schneider et Cie-Fonderie de Ruelle    |
| Canon naval BL de 16,25 pouces | 412.8        | Canon de marine BL de 16,25 pouces Mk I                                          | Canon de marine         | 1888               | Royaume-Uni                                 | Elswick Ordnance Company               |
| Canon de 410 mm du cuirassé japonais Mutsu                                                                                        | 410          | Canon de 41 cm/45 Type 3ème Année                                                | Canon de marine         | 1920               | Empire du Japon                             |                                        |
| Canon de défense côtière de 16 pouces à l'US Army Ordnance Museum                                                                 | 406          | Canon de 16 pouces/50 calibres M1919 (en)                                        | Canon                   | 1920               | États-Unis                                  |                                        |
| Canons du HMS Rodney à leur élévation maximale, 1940                                                                              | 406          | Canon de marine de 16 pouces BL Mark I                                           | Canon de marine         | 1927               | Royaume-Uni                                 |                                        |
| Batterie Lindemann, 1942 | 406          | Canon de 40,6 cm SK C/34 (en)                                                    | Canon de marine         | 1934               | Reich allemand                              | Krupp                                  |
| 2A3 Kondensator | 406          | 2A3 Kondensator 2P (en)                                                          | Obusier                 | 1956               | Union soviétique                            |                                        |
| Un canon naval 406 mm/50 B-37 dans un support d'essai MP-10                                                                       | 406          | Canon de marine de 406 mm/50 B-37 pour les cuirassés de la classe Sovetsky Soyuz | Canon de marine         | 1937               | Union soviétique                            | Unsine Barrikady, Stalingrad           |
| Une vue en coupe d'une tourelle équipée de canons de 16 pouces                                                                    | 406          | Canon de 16 pouces/50 calibres Mark 7 pour les cuirassés de la classe Iowa       | Canon de marine         | 1943               | États-Unis                                  | Washington Navy Yard, Washington, D.C. |